# Гидравлический режим
Гидравлический режим - характеристика водяной сети .
Гидравлическим режимом определяется взаимосвязь между расходом теплоносителя и давлением в различных точках системы в данный момент времени.Водяные системы теплоснабжения представляют собой сложные гидравлические системы, в которых работа отдельных звеньев находится во взаимной зависимости. Для правильного управления и регулирования необходимо знать гидравлические характеристики работающего оборудования — циркуляционных насосов и сети.Гидравлический режим системы определяется точкой пересечения гидравлических характеристик насоса и сети.
Для водяных тепловых сетей следует предусматривать следующие гидравлические режимы:
- расчётный — по расчётным расходам сетевой воды; Расчетный гидравлический режим характеризуется распределением теплоносителя в соответствии с расчетной тепловой нагрузкой абонентов. Давление в узловых точках сети и на абонентских вводах равно расчетному.
- зимний — при максимальном отборе воды на горячее водоснабжение из обратного трубопровода;
- переходный — при максимальном отборе воды на горячее водоснабжение из подающего трубопровода;
- летний — при максимальной нагрузке горячего водоснабжения в неотопительный период;
- статический — при отсутствии циркуляции теплоносителя в тепловой сети;
- аварийный.

Также существуют следующие гидравлические режимы - самотёчный и напорный.
Существуют гидравлические режимы работы отстойников; работы систем канализации; работы газопроводов; линии осушки; работы сети ; нефтесборных коллекторов; работы отстойников; работы канализационной сети

Гидравлический режим изучают с помощью графика давлений (пьезометрического графика)

## См также
- Тепловой режим